# Dar As-Sikkah
 (décembre 2012).
Si vous disposez d'ouvrages ou d'articles de référence ou si vous connaissez des sites web de qualité traitant du thème abordé ici, merci de compléter l'article en donnant les références utiles à sa vérifiabilité et en les liant à la section « Notes et références ».
Dar As-Sikkah (en arabe: دار السكة) ou l'Hôtel des monnaies, est l'organe chargé de produire la monnaie marocaine (MAD). Il a été créé en mars 1987, par le roi Hassan II, afin de pourvoir aux besoins du Maroc en monnaie fiduciaire. C'est une direction de Bank Al-Maghrib (BAM), la banque centrale du pays.

## Historique
Après l'indépendance, le Maroc a fabriqué sa monnaie à l'étranger et notamment en France, et ce, pendant 31 ans. L'inauguration de Dar As-Sikkah, par le roi Hassan II, a eu lieu le 5 mars 1987. À ses débuts, Dar As-Sikkah a démarré avec une première ligne de production de 140 millions de dirhams[réf. souhaitée], puis une deuxième au début des années 1990. En 1997, un nouveau parc de presses monétaires a été acquis, et en 2001, une chaîne automatique de confection de passeports.

## Activités

### Documents sécurisés
Hormis la fabrication de passeports et de timbres fiscaux, Dar As-Sikkah, produit également des documents sécurisés ainsi que des objets spécifiques. La fabrication des passeports a commencé dès 2001. Elle fabrique également les vignettes automobiles jusqu'à leur abandon.

### Billets
Dar As-Sikkah fabrique quatre sortes de billets de banque : les billets de 20, 50, 100 et 200 dirhams (MAD). Chaque billet représente un thème ; celui de 200 MAD évoque la mer et celui de 100 MAD la Marche verte. Les billets sont fabriqués en 100 % coton avec un pour les billets de 20 et 50 DH d'une part en plastique[pas clair]. Chaque nouveau billet doit recevoir l'approbation du Palais avant d'être mis en circulation.
Elle fabrique aussi des pièces commémoratives émises à l'issue d'événements ou de fêtes nationales.